# Bathyraja
Bathyraja – rodzaj ryb chrzęstnoszkieletowych z rodziny Arhynchobatidae.

## Rozmieszczenie geograficzne
Do rodzaju należą gatunki występujące w wodach wszystkich oceanów Ziemi.

## Morfologia
Długość ciała do 342 cm; masa ciała (największa opublikowana) do 10,7 kg.

## Systematyka
Rodzaj zdefiniował w 1958 roku japoński ichtiolog Reizo Ishiyama w artykule poświęconym badaniom nad rajami występującymi w wodach wokół Japonii opublikowanym w czasopiśmie Journal of the Shimonoseki College of Fisheries. Gatunkiem typowym jest (oryginalne oznaczenie) B. isotrachys.

### Etymologia
Bathyraja: gr. βαθυς bathus ‘głęboki’; łac. raia ‘płaszczka, raja’.

### Podział systematyczny
Do rodzaju należą następujące gatunki:

- Bathyraja abyssicola (Gilbert, 1896)
- Bathyraja aguja (Kendall & Radcliffe, 1912)
- Bathyraja albomaculata (Norman, 1937)
- Bathyraja aleutica (Gilbert, 1896)
- Bathyraja andriashevi Dolganov, 1983
- Bathyraja arctowskii (Dollo, 1904)
- Bathyraja bergi Dolganov, 1983
- Bathyraja brachyurops (Fowler, 1910)
- Bathyraja chapmani Ebert, Alfaro-Shigueto, Velez-Zuazo, Pajuelo & Mangel, 2022
- Bathyraja cousseauae Díaz de Astarloa & Mabragaña, 2004
- Bathyraja diplotaenia (Ishiyama, 1952)
- Bathyraja eatonii (Günther, 1876)
- Bathyraja fedorovi Dolganov, 1983
- Bathyraja griseocauda (Norman, 1937)
- Bathyraja hesperafricana Stehmann, 1995
- Bathyraja interrupta (Gill & Townsend, 1897)
- Bathyraja irrasa Hureau & Ozouf-Costaz, 1980
- Bathyraja ishiharai Stehmann, 2005
- Bathyraja isotrachys (Günther, 1877)
- Bathyraja kincaidii (Garman, 1908) – raja czarna[5]
- Bathyraja leucomelanos Iglésias & Lévy-Hartman, 2012
- Bathyraja lindbergi Ishiyama & Ishihara, 1977
- Bathyraja longicauda (de Buen, 1959)
- Bathyraja maccaini Springer, 1971
- Bathyraja macloviana (Norman, 1937)
- Bathyraja maculata Ishiyama & Ishihara, 1977
- Bathyraja magellanica (Philippi, 1902)
- Bathyraja mariposa Stevenson, Orr, Hoff & McEachran, 2004
- Bathyraja matsubarai (Ishiyama, 1952)
- Bathyraja meridionalis Stehmann, 1987
- Bathyraja microtrachys (Osburn & Nichols, 1916)
- Bathyraja minispinosa Ishiyama & Ishihara, 1977
- Bathyraja multispinis (Norman, 1937)
- Bathyraja murrayi (Günther, 1880)
- Bathyraja notoroensis Ishiyama & Ishihara, 1977
- Bathyraja pacifica Last, Stewart & Séret, 2016
- Bathyraja pallida (Forster, 1967)
- Bathyraja panthera Orr, Stevenson, Hoff, Spies & McEachran, 2011
- Bathyraja papilionifera Stehmann, 1985
- Bathyraja peruana McEachran & Miyake, 1984
- Bathyraja richardsoni (Garrick, 1961)
- Bathyraja scaphiops (Norman, 1937)
- Bathyraja schroederi (Krefft, 1968)
- Bathyraja shuntovi Dolganov, 1985
- Bathyraja smithii (Müller & Henle, 1841)
- Bathyraja spinicauda (Jensen, 1914) – raja kolczastoogoniasta[6]
- Bathyraja spinosissima (Beebe & Tee-Van, 1941)
- Bathyraja taranetzi (Dolganov, 1983)
- Bathyraja trachouros (Ishiyama, 1958)
- Bathyraja trachura (Gilbert, 1892)
- Bathyraja tunae Stehmann, 2005
- Bathyraja tzinovskii Dolganov, 1983
- Bathyraja violacea (Suvorov, 1935)